# Procrateria noloides
Procrateria noloides är en fjärilsart som beskrevs av George Francis Hampson 1905. Procrateria noloides ingår i släktet Procrateria och familjen nattflyn. Inga underarter finns listade i Catalogue of Life.